# Triaspis ocellulata
Triaspis ocellulata är en stekelart som beskrevs av Martin 1956. Triaspis ocellulata ingår i släktet Triaspis och familjen bracksteklar. Inga underarter finns listade i Catalogue of Life.